# Dereköy (Gökçeada)

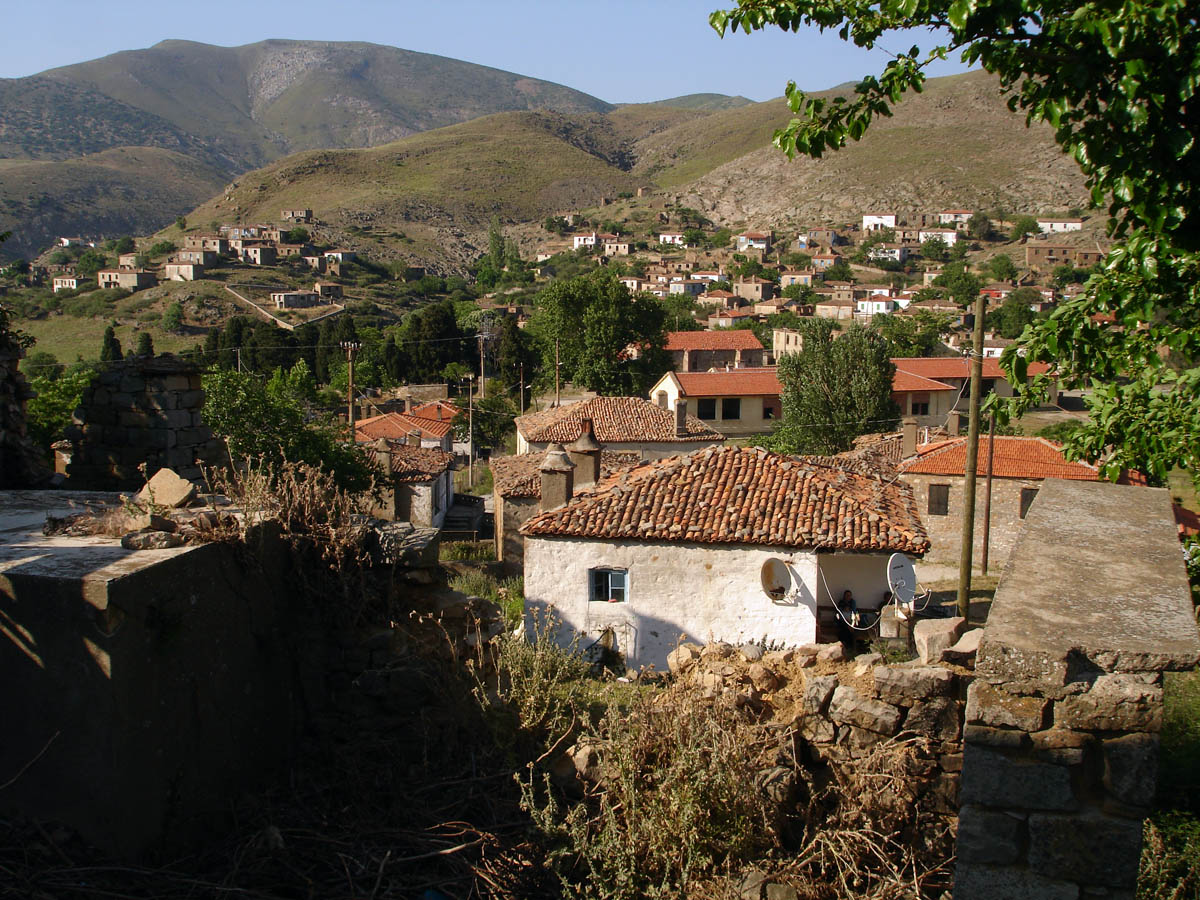
Dereköy, Sommer 2007

Dereköy, griechisch Schinúdi (Σχοινούδι) ist ein griechisches Dorf auf der Insel Gökçeada / Ímvros im Landkreis Gökçeada der türkischen Provinz Çanakkale. Von Gökçeada ist das Dorf 14 Kilometer entfernt. Es gehört zu den vier traditionellen griechischen Dörfer der Insel.

## Lage
Dereköy / Schinúdi ist ein Streudorf im Landesinnern der Insel und besteht aus zwei Dorfteilen, die an zwei gegenüberliegenden Hängen liegen. Dazwischen verläuft die Hauptstraße der Insel. Der nördliche Teil heißt Karşı mahalle / Chamalak und der südliche Yukarı mahalle / Chálakas (Χάλακας).
Die meisten Gebäude sind eingefallen oder baufällig, nur knapp ein Fünftel der Häuser werden bewohnt. Die beiden griechisch-orthodoxen Dorfkirchen, wo noch Messen abgehalten werden, stammen aus dem 19. Jahrhundert. Die Ayía-Marína-Kirche steht an der Hauptstraße am Eingang zum nördlichen Dorfteil, die Kímisi-tis-Theotóku-Kirche (Mariä Entschlafung) ist beim Dorfplatz des südlichen Dorfteils. Nahe dabei befindet sich die alte Wäscherei mit einem Brunnen, die noch gut erhalten ist und eine touristische Attraktion des Dorfes bildet. Die ehemalige griechische Schule ist heute eine Hotel. Es gibt eine Polizeistation im Dorf.

## Geschichte

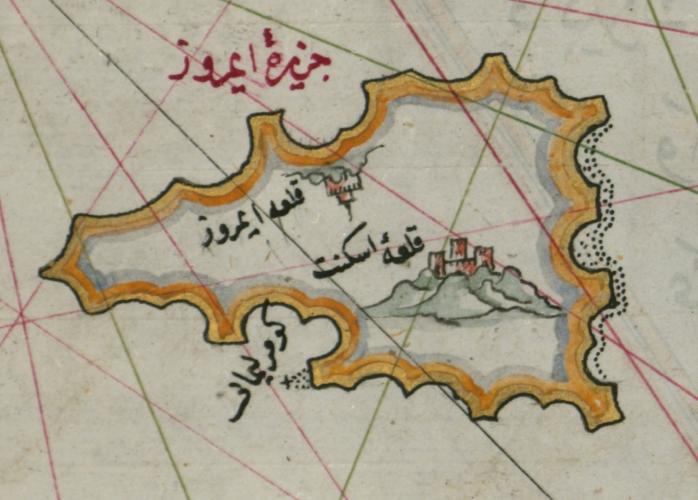
Karte von Piri Reis, 1. Hälfte 16. Jh. der Insel İmroz, die beiden Orte auf der Insel sind İmroz (oben), und İskinit (Schinudi, in der Mitte). Der Hafen heißt Kömür Limanı

Das Dorf wurde erstmals im Steuerbuch des osmanischen Sandschak Gelibolu des Jahres 1519 unter dem Namen İskinit genannt und war eine Stadt mit rund 400 Einwohnern. Der Ort ist auch auf der Karte von Piri Reis, 1. Hälfte des 16. Jahrhunderts, eingezeichnet. Nach den Angaben des Steuerbuches der osmanischen Provinz Cezayir-i Bahr-ı Sefid („Mittelmeerinnseln“) des Jahres 1569 hatte die Stadt 1200 Einwohner und bestand aus drei Stadtteilen (mahalle). 1923, als die Insel zur Türkei kam, war Schinudi der größte Ort der Insel und hatte eine Schule. 1964 wurde die griechische Schule geschlossen. In den folgenden Jahren verließen viele Dorfbewohner die Insel und die Bevölkerung des Dorfes nahm in kurzer Zeit stark ab. 1970 wurde Schinúdi offiziell in Dereköy („Bachdorf“) umbenannt. Nach der Öffnung der Insel in den 1990er Jahren kehrten die ersten Griechen zurück.

## Wirtschaft
Das Dorf lebt vor allem von Viehzucht.

## Bevölkerung
Die Bevölkerung besteht hauptsächlich aus sunnitischen Türken, daneben finden sich noch einige orthodoxe Griechen. Dereköy hatte laut Bevölkerungsfortschreibung 352 Einwohner (Stand Ende 2020).